# Budzisz
Budzisz is een dorp in de Poolse woiwodschap Pommeren. De plaats maakt deel uit van de gemeente Dzierzgoń.